# Куйтунское сельское поселение
Куйтунское се́льское поселе́ние (бур. Хүйтэнэй hомон) — муниципальное образование в Тарбагатайском районе Бурятии Российской Федерации.
Административный центр — село Куйтун.

## История
Статус и границы сельского поселения установлены законом Республики Бурятии от 31 декабря 2004 года № 985-III «Об установлении границ, образовании и наделении статусом муниципальных образований в Республике Бурятия».

## Население
| 2002  | 2011  | 2012  | 2013  | 2014  | 2015  | 2016  |
| ----- | ----- | ----- | ----- | ----- | ----- | ----- |
| 1475  | ↘1125 | ↘1112 | ↘1107 | ↗1123 | ↘1093 | ↘1061 |
| 2017  | 2018  | 2019  | 2020  | 2021  | 2023  | 2024  |
| ↗1073 | ↘1063 | ↘1042 | ↘1030 | ↗1207 | ↘1182 | ↘1156 |

## Состав сельского поселения
| № | Населённый пункт | Тип населённого пункта       | Население |
| - | ---------------- | ---------------------------- | --------- |
| 1 | Куйтун           | село, административный центр | ↘767      |
| 2 | Надеино          | село                         | ↘361      |